# Pseudosyngaster annulicornis
Pseudosyngaster annulicornis är en stekelart som först beskrevs av Brulle 1846.  Pseudosyngaster annulicornis ingår i släktet Pseudosyngaster och familjen bracksteklar. Utöver nominatformen finns också underarten P. a. papuanus.